# Кувшиново (Ленинградская область)
Кувши́ново — деревня в Пашском сельском поселении Волховского района Ленинградской области.

## История
Деревня Кувшиново упоминается на карте Санкт-Петербургской губернии Ф. Ф. Шуберта 1834 года.

КУКШИНОВО — деревня принадлежит генерал-майору Мерлину и коллежскому асессору Мордвинову, число жителей по ревизии: 28 м. п., 14 ж. п. (1838 год)

Как деревня Кувшинова она отмечена на карте Ф. Ф. Шуберта 1844 года.

КУКШИЛОВА — деревня полковницы Томиловой и статского советника Мордвинова, по просёлочной дороге, число дворов — 6, число душ — 28 м. п. (1856 год)

КУВШИНОВО — деревня владельческая при реке Паше, число дворов — 9, число жителей: 37 м. п., 27 ж. п. (1862 год)

Согласно материалам по статистике народного хозяйства Новоладожского уезда 1891 года, имение при селении Кувшиново площадью 344 десятины принадлежало купчихе А. Я. Колотушкиной.
Согласно епархиальным сведениям 1899 года деревня относилась к приходу Крестовоздвиженской церкви Шижнемского погоста в селе Часовенское Новоладожского уезда.
В конце XIX — начале XX века деревня административно относилась к Николаевщинской волости 3-го стана Новоладожского уезда Санкт-Петербургской губернии.
По данным «Памятной книжки Санкт-Петербургской губернии» за 1905 год деревня Кувшиново входила в состав Часовенского сельского общества.
С 1917 по 1923 год деревня Кувшиново входила в состав Часовенского сельсовета Николаевщинской волости Новоладожского уезда.
С 1923 года в составе Пашской волости Волховского уезда.
С 1927 года в составе Пашского района. В 1927 году население деревни Кувшиново составляло 100 человек.
По данным 1933 года деревня Кувшиново входила в состав Часовенского сельсовета Пашского района Ленинградской области.

Деревня Кувшиново на карте 1940 года

С 1955 года в составе Новоладожского района.
В 1958 году население деревни Кувшиново составляло 36 человек.
С 1963 года в составе Волховского района.
По данным 1966, 1973 и 1990 годов деревня Кувшиново входила в состав Часовенского сельсовета Волховского района.
В 1997 году в деревне Кувшиново Часовенской волости проживали 3 человека, в 2002 году постоянного населения не было.
В 2007 и 2010 году в деревне Кувшиново Пашского СП проживали 2 человека.

## География
Деревня расположена в северо-восточной части района, к югу от автодороги 41К-370 (Часовенское — Кондега).
Расстояние до административного центра поселения — 32 км.
Расстояние до ближайшей железнодорожной станции Паша — 29 км.
Деревня находится на левом берегу реки Паша напротив места впадения в неё реки Кондега.

## Демография
| 1862 | 2002 | 2007 | 2010 | 2012 | 2017 |
| ---- | ---- | ---- | ---- | ---- | ---- |
| 64   | ↘0   | ↗2   | →2   | →2   | →2   |

### Национальный состав
Согласно данным Всероссийской переписи населения 2021 года в деревне проживали 2 человека, все русские.